# Gelindo (nome)
Gelindo  è un nome proprio di persona italiano maschile.

## Varianti
- Maschili: Gilindo[1], Zelindo[3][4]
- Femminili: Gelinda[1][2], Zelinda[3][4][5]
  - Ipocoristici: Linda[6], Zelda[7]

## Origine e diffusione
Deriva probabilmente dal nome germanico femminile Gelindis, attestato a partire dall'VIII secolo; è composto da due elementi: il secondo dei due è lind o linta, un elemento dal significato dubbio spesso interpretato come "scudo [di legno di tiglio]"), mentre il primo è incerto, e viene occasionalmente identificato in sigu ("vittoria"). In tal caso, sarebbe sostanzialmente una variante del germanico Sieglinde , nome portato dalla madre di Sigfrido ne L'anello del Nibelungo di Wagner e a cui potrebbe essere ricondotto il francese Ségolène.
Il nome, oggi attestato soprattutto nelle Tre Venezie e, secondariamente, in Toscana ed Emilia-Romagna, è portato da Gelindo, un personaggio delle storie tradizionali piemontesi; la forma tipicamente veneta "Zelindo" è nota in particolare al femminile per essere stata portata da Zelinda, la protagonista femminile de Gli amori di Zelinda e Lindoro di Carlo Goldoni.

## Onomastico
Essendo un nome adespota, ovvero che non è portato da alcun santo, l'onomastico viene festeggiato il 1º novembre, giorno di Ognissanti.

## Persone
- Gelindo Bordin, atleta italiano
- Gelindo Cervi, partigiano italiano